# Mont des Cerfs
Mont des Cerfs är en kulle i Schweiz. Den ligger i distriktet Jura-Nord vaudois och kantonen Vaud, i den västra delen av landet, 70 km väster om huvudstaden Bern. Toppen på Mont des Cerfs är 1 272 meter över havet.